# Бришляниця
Бришля́ниця (болг. Бръшляница) — село в Плевенській області Болгарії. Входить до складу общини Плевен.

## Населення
За даними перепису населення 2011 року у селі проживали 799 осіб.
Національний склад населення села:
| Національність   | Кількість осіб | Відсоток |
| ---------------- | -------------- | -------- |
| болгари          | 590            | 80,2%    |
| турки            | 112            | 15,2%    |
| цигани           | 30             | 4,1%     |
| Всього відповіли | 736            |          |

Розподіл населення за віком у 2011 році:
Динаміка населення: